# Fundación Río Tinto
La Fundación Río Tinto (FRT) es una institución española cultural y sin ánimo de lucro con sede en el municipio de Minas de Riotinto, en la provincia de Huelva. La fundación tiene por objetivo el estudio y preservación del patrimonio industrial de la Rio Tinto Company Limited, así como su recuperación en proyectos que generen valor añadido en la comarca de Riotinto. La fundación está presente en numerosas iniciativas de tipo cultural o recreativo.

## Historia
La fundación fue creada en 1987 por la compañía Río Tinto Minera como una institución cultural y privada, de carácter benéfico, para hacerse cargo del patrimonio generado a lo largo de décadas por las empresas que habían operado las Minas de Riotinto. Entre los fines de la FRT se encontraban el estudio de la minería y de la metalurgia, así como la conservación y restauración del conjunto ambiental y patrimonial existente en la cuenca minera. Para ello, se preveía la creación de un Parque Minero con fines culturales, turísticos y recreativos, entre los cuales se incluían la creación de un Museo Minero y la conservación del ferrocarril de Riotinto.
Tras largos años de trabajo por parte de la institución, en su haber está la recuperación de la histórica línea férrea para su uso turístico, así como la conservación y restauración del patrimonio ferroviario. Parte fundamental de esta labor fue la puesta en marcha, en noviembre de 1994, del Tren Turístico Minero. La FRT gestiona también el Museo Minero de Riotinto, inaugurado en 1992, y el Archivo Histórico Minero, que atesora los fondos archivísticos derivados de la actividad empresarial de las sucesivas propietarias de las minas.

## Presidentes del Patronato
- Ernest Lluch Martín (1987-1991)
- José Rodríguez de la Borbolla (1991-2002)
- Rafael Benjumea Cabeza de Vaca (2002-2021)
- María Benjumea Cabeza de Vaca (2021-Actualidad)